# Amphicnemis mariae
Amphicnemis mariae – gatunek ważki z rodziny łątkowatych (Coenagrionidae). Występuje endemicznie na Borneo; stwierdzono go jedynie w prowincji Borneo Wschodnie należącej do Indonezji.